# Switch (BDSM)

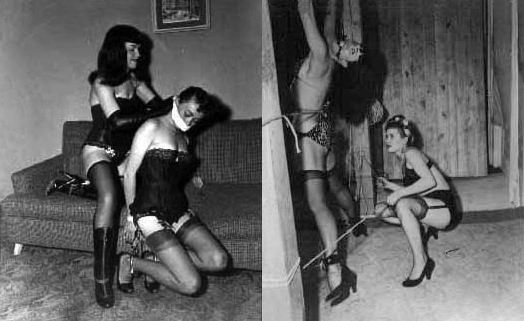
Bettie Page Klaw 1-6 collage

Nas práticas BDSM (Bondage e Disciplina, Dominação e Submissão, Sadomasoquismo), denomina-se switch ou versátil à pessoa que exerce tanto papéis dominantes ou ativos como papéis submissos ou passivos, dependendo do momento e da pessoa com a que se relaciona nessa situação.

## Generalidades
As pessoas que atuam como switchs na comunidade BDSM, ainda que geralmente respondem a um estímulo da sexualidade própria ou alheia à hora de tomar um ou outro papel, não sempre permanecem num contexto estático:
De maneira que é possível que dentro de uma relação estável e durante um tempo, uma pessoa seja dominante e a outra submissa, decorrido algum tempo, se invista os papéis. (Olga Viñuales, 2005)

## História
Durante o período dos pioneiros do BDSM, conhecido como o tempo da Old Guard (Velha Guarda), o movimento se negava rotundamente a admitir os ativistas switch entre seus membros, alegando que se tratavam de pessoas sem critério e com um uso meramente lúdico do SM, sem a profundidade filosófica e existencial com o que nesse momento se pretendia dotar ao movimento.
Só posteriormente, a partir dos anos 90 e com o aparecimento da New Guard (Nova Guarda), os switch são admitidos como membros plenos da comunidade BDSM, ainda que subsistem em muitas partes da cena uma verdadeira resistência aos considerar “propriamente BDSM". No caso de switchs que praticam o sadomasoquismo, esta resistência é menor, ao igual que no caso dos praticantes de bondage. Onde há mais receios por parte do BDSM tradicional é no âmbito das relações de dominação - submissão (D/S) e especificamente entre a parte submissa pura da cena, que às vezes não valorizava uma relação com um dominante switch como plena. Isto pode ter que ver com a escala de valores identificativa das pessoas que adoptam o papel submisso.